# Eucometis penicillata
La tangara cabecigrís (Eucometis penicillata) es una especie de ave paseriforme de la familia Thraupidae, la única del género monotípico Eucometis. Es nativa de la América tropical (Neotrópico), ampliamente distribuida desde el sur de México hasta Paraguay.

## Nombres comunes
Aparte de tangara cabecigrís (en Costa Rica, Ecuador, Honduras, Nicaragua, México y Panamá), también se la conoce por frutero amarillo (en Paraguay), güicha hormiguera (en Colombia), tangara de cabeza gris (en Perú, Colombia y México), bachaquero o sigua hormiga bachaquera (en Venezuela).

## Distribución y hábitat
Las varias subespecies se distribuyen de forma disjunta desde el sureste tropical de México, por Belice, Guatemala, Honduras, Nicaragua, Costa Rica, Panamá, hasta el norte y oeste de Colombia; en el escudo guayanés, en Guyana, Surinam, Guayana Francesa y extremo norte de Brasil; desde el norte de Venezuela, hacia el sur por Colombia, Ecuador, Perú, en la cuenca amazónica brasileña al sur del río Amazonas, Bolivia, centro sur de Brasil y Paraguay.
Esta especie es considerada poco común en su hábitat natural: el nivel inferior de selvas húmedas, bosques y bosques en galería, principalmente por debajo de los 600 m de altitud, pero pudiendo llegar hasta los 1200 m en el norte de Venezuela.

## Descripción
Es un ave mediana, mide entre 17 y 18 cm de longitud. No hay dimorfismo sexual muy evidente. Son pájaros ligeramente crestados, con las plumas de la cresta con base blanca. Toda la cabeza y el cuello son grises. La espalda, alas y cola son verde oliva. El pecho, el vientre y las plumas cobertoras inferiores de la cola son de color amarillo vivo. Los ojos son marrón oscuro, el pico negro y las patas amarillas. Las aves sureñas son más pálidas, con el pico rosado, la cresta más larga y la garganta más beige.

## Comportamiento
Es un ave activa e irrequieta, levanta la cresta cuando está nerviosa o agitada. Forrajea en parejas, algunas veces acompañando bandadas mixtas del sotobosque; las poblaciones a occidente de los Andes son seguidoras de enjambres de hormigas legionarias para capturar las presas que estas espantan.

### Vocalización
Con frecuencia emite llamados abruptos y matraqueados. El canto, poco oído, es una secuencia apurada y variada de notas abruptas y agudas.

## Sistemática

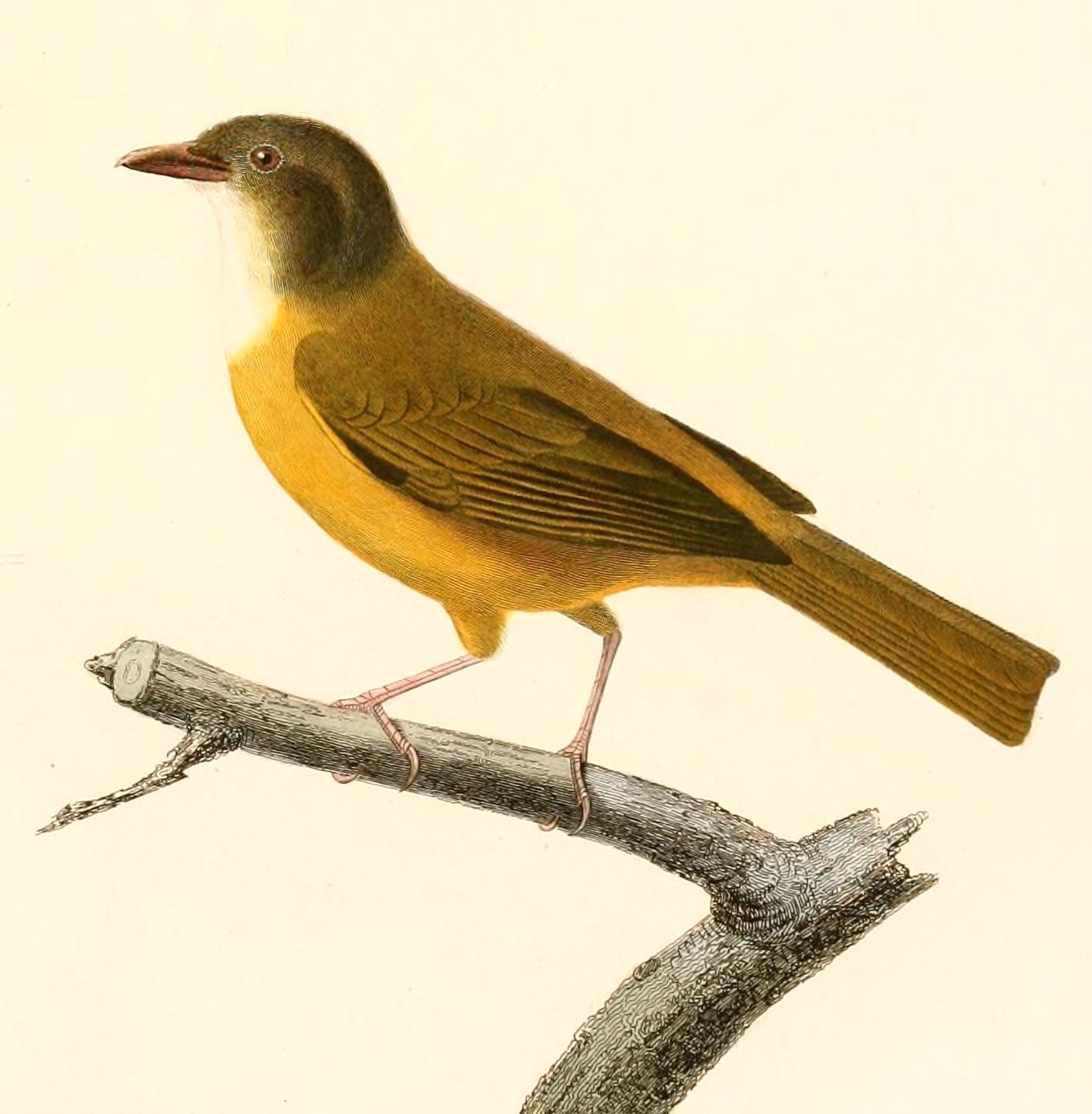
Pyranga albicollis = Eucometis penicillata albicollis, ilustración en d'Orbigny Voyage dans l'Amérique méridionale, 1847.

### Descripción original
La especie E. penicillata fue descrita por primera vez por el naturalista alemán Johann Baptist von Spix en 1825 bajo el nombre científico Tanagra penicillata; no fue dada localidad tipo, se asume: «Fonte Boa, río Solimões, Amazonas, Brasil».
El género Eucometis fue propuesto por el zoólogo británico Philip Lutley Sclater en 1856.

### Etimología
El nombre genérico femenino «Eucometis» deriva del griego «eukomēs»: de cabello bonito; y el nombre de la especie «penicillata», proviene del latín moderno «penicillatus»: con cepillo, con cerdas.

### Taxonomía
Los amplios estudios filogenéticos recientes de Burns et al. (2014) demuestran que el presente género está hermanado con Trichothraupis y el par formado por ambas con el género Loriotus, en una subfamilia Tachyphoninae. Algunos autores en el pasado la colocaron en un género Lanio. 

### Subespecies
Según las clasificaciones del Congreso Ornitológico Internacional (IOC) y Clements Checklist/eBird v.2019 se reconocen siete subespecies, con su correspondiente distribución geográfica:
- Grupo politípico spodocephalus:
  - Eucometis penicillata pallida Berlepsch, 1888) – región tropical del sureste de México (Veracruz y Yucatán) hasta el este de Guatemala.
  - Eucometis penicillata spodocephalus (Bonaparte, 1853) – Nicarágua y pendiente del Pacífico de Costa Rica.
  - Eucometis penicillata stictothorax Berlepsch, 1888) – suroeste de Costa Rica y oeste do Panamá (al este hasta Veraguas).
  - Eucometis penicillata cristata (du Bus de Gisignies, 1855) – desde el este de Panamá hasta el norte de Colombia y extremo oeste de Venezuela.

- Grupo politípico penicillata:
  - Eucometis penicillata penicillata (Spix, 1825) – desde el sureste de Colombia a oriente de los Andes hasta las Guayanas, este de Perú y  norte de Brasil.
  - Eucometis penicillata affinis Berlepsch, 1888) – norte da Venezuela (desde Falcón hasta Miranda).
  - Eucometis penicillata albicollis (d'Orbigny & Lafresnaye, 1837) – este de Bolivia hasta el norte de Paraguay y centro sur de Brasil.